# 高爾頓橋
高爾頓橋（英語：Galton Bridge）是座位於英格兰西密德蘭郡斯梅西克的铸铁橋樑。該橋於1829年作為公路橋啟用，自20世紀70年代起禁止汽車駛入，但容許人行與自行車通行。橋樑由托马斯·特尔福德設計，橫跨伯明翰運河新幹線（該段運河開鑿於深挖的路塹之中）。橋體距運河水面21（70英尺），橋面寬7.9（26英尺），長46（150英尺），建成時被譽為全球最高的單跨拱橋。所有鑄鐵構件均由附近的霍斯利鐵工廠鑄造，並安裝在磚石橋台上。橋樑的設計特色還包括裝飾女兒牆與路燈，以及拱肩處的X形支撐結構。
19世紀40至50年代，斯托爾河谷鐵路利用高爾頓橋一座橋台，在旁增建了石砌鐵路橋，惟其護牆設計與高爾頓橋保持同樣風格。高爾頓橋在承擔了近150年的交通通行後，於20世紀70年代因政府推行道路改善計劃、建設新的公路而遭繞過，結束了承載汽車的使命。該橋是特爾福德設計的六座同系列橋樑中，唯一未經改建保存至今的實例。20世紀80年代政府曾作局部修繕，並將橋體從傳統的黑色重新粉刷為突顯建築特徵的彩色。橋樑現由運河與河流信託負責維護，目前被列為英國Ⅰ級登錄建築。

## 背景
最初的伯明翰運河建於18世紀60年代末期，其蜿蜒的河道貫穿現今西密德蘭郡境內的黑鄉煤田，連通伯明翰和伍爾弗漢普頓兩地。工程面臨的主要障礙之一是斯梅西克地區的高地，該處距離伯明翰西北約6.4（4英里）。工程師原計劃開鑿隧道穿越高地，但勘測發現地質條件不宜施工，最終改用連續船閘系統，以便運河跨越山丘。
到了19世紀20年代，運河航運量激增，河道狹窄導致交通嚴重擁堵。斯梅西克段的峰頂較矮，而且運河兩端均設有船閘，以致船隻常在閘口排起長隊，船員之間經常發生爭執。儘管改造計劃醞釀多年，但最終促使投資落實的直接因素，是當時提出的伯明翰經伍爾弗漢普頓至利物浦的鐵路規劃。運河所有者諮詢了當時最著名的運河工程師托马斯·特尔福德；他設計了一條更為筆直的新航道，能大幅縮短運河總長度。該方案需要在斯梅西克高地上開鑿一條人工河谷，而橫跨河谷的橋樑則以伯明翰運河公司主要投資人、當地商人塞繆爾·特蒂烏斯·高爾頓命名。
施工期間，三條當地道路遭截斷，其中兩條由傳統石砌橋樑替代，但羅巴克道（Roebuck Lane）需橫跨人工河谷最寬最深之處。與新航線上所有橋樑相同，該橋必須在不阻礙航道和纖道的前提下跨越運河。因此，特爾福德認為必須採用更輕巧的結構方案。作為铸铁應用的先驅，特爾福德因運用該材料建造橋樑與引水道而聞名：他發現相比磚石結構，鑄鐵能實現更寬的跨度。鑄鐵雖在張力下易脆，但抗壓性能卓越，故多用於拱橋建設。早在高爾頓橋建成50年前，世界上首座鑄鐵拱橋——鐵橋——便已在什罗普郡問世。包括特爾福德在內的工程師，在整個18世紀後期及19世紀大部分時間裡，持續改進完善這種建造工藝。

## 設計
高爾頓橋為單跨結構，長46（150英尺），寬7.9（26英尺），距河面21（70英尺）。橋體由六根鑄鐵肋拱構成，每根肋拱含七段螺栓連接的組件。高大的磚砌桥台嵌入河谷兩側以支撐橋體，拱肩處採用X形支撐架承托橋面板。特爾福德還增設了同樣以鑄鐵製成的裝飾女兒牆與路燈。建成時，此橋被認為是全球跨距最長的運河橋樑以及最高的單跨拱橋。特爾福德在回憶錄中寫道：「在開挖最深之處，矗立著世界上最大的鐵製運河橋。」所有鑄鐵構件均由霍斯利鐵工廠在其提普頓運河畔的鑄造廠完成。橋體兩側護牆下方中央均鑄有「高爾頓橋」銘文，兩側拱肩下方則鑄有「霍斯利鐵工廠 1829年」字樣。
在特爾福德死後出版的回憶錄中，他將高爾頓橋形容為「非凡的跨度」。他解釋指，採用當時仍屬新型材料的鑄鐵來建造如此高聳的橋樑，是出於「兼顧安全與經濟」的考量。若採用砌体结构達到路塹岸頂的高度，則需建造龐大堅固的橋台，一旦遭遇暴雨石板便容易因積水而膨脹變形；而鐵質橋跨重量較輕，所需橋台規模更小。他寫道：「磚石佔比甚低，其輕盈的外觀不僅營造出變化之美，更令每位觀者印象深刻。」
高爾頓橋是特爾福德按照相似設計建造的六座鑄鐵拱橋中的最後一座。其原型為1810年建於蘇格蘭高地的博納橋，其餘還包括較高爾頓橋早三年建成、位處蒂克斯伯里的邁斯橋，以及1828年竣工、位於伍斯特郡的霍爾特弗利特橋。在這六座橋樑中，唯有高爾頓橋未經後世改造，一直保存至今：博納橋被洪水沖毀，邁斯橋和霍爾特弗利特橋均在20世紀用現代材料加固。另外兩座分別為蘇格蘭東北部的克雷蓋拉希橋（建於1814年），以及北威爾斯贝图瑟科伊德的滑鐵盧橋（建於1816年），它們同樣在20世紀得到加固。
高爾頓橋初建時可俯瞰河谷兩側的景色，但如今已遭遮蔽。橋樑西側（伍爾弗漢普頓方向）是1860年代建造的斯梅西克車站橋，東側（伯明翰方向）則因1970年代道路工程填埋了部分路塹，使運河上方架設了新道路。

## 歷史

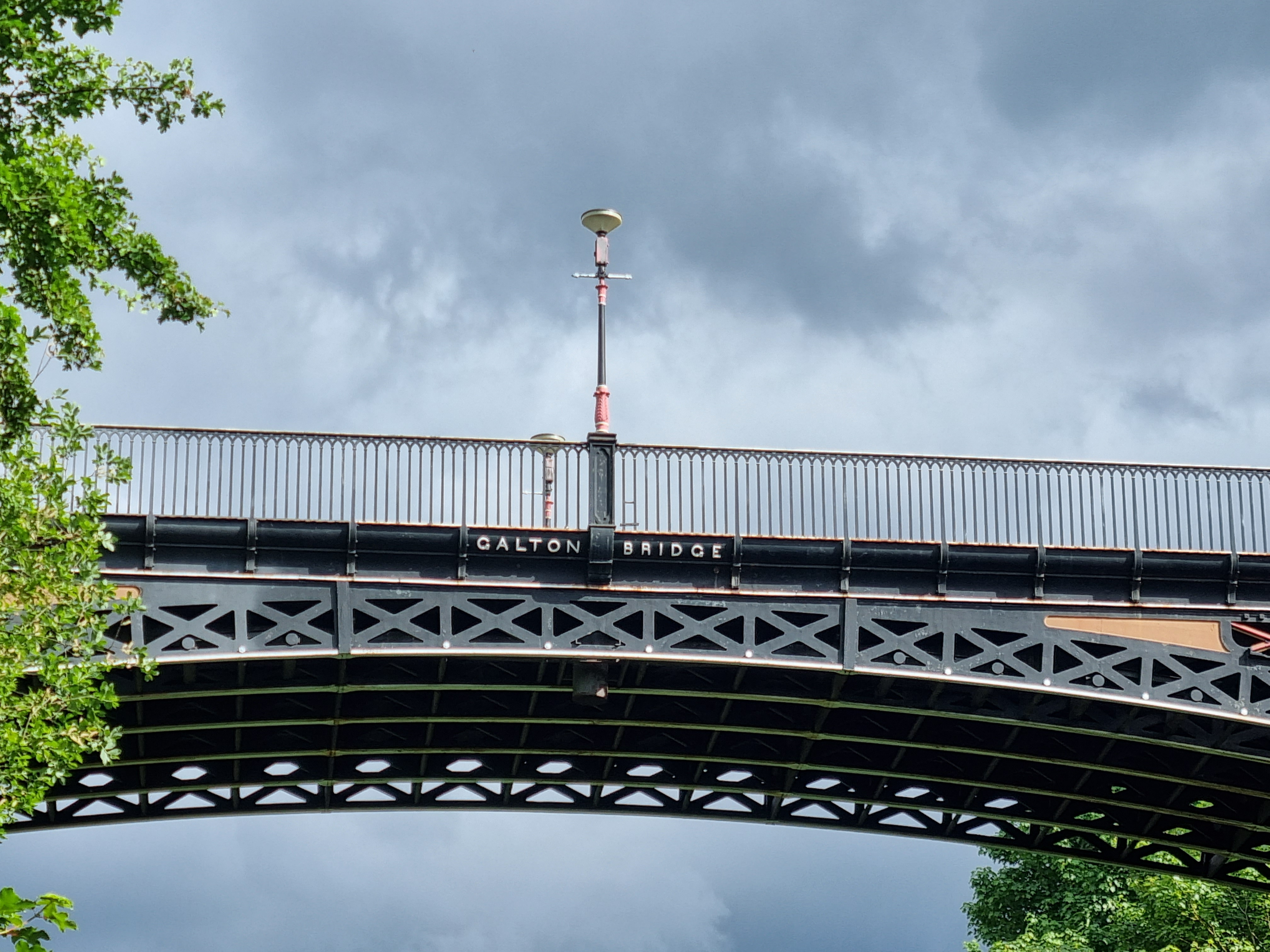
橋面中央景觀，可見鑄鐵燈柱及橋名銘文

1827年，人工河谷工程正式動工。1829年12月，河谷與高爾頓橋同期竣工。隔年，年屆弱冠的工程師伊桑巴德·金德姆·布鲁内尔參觀該橋時，驚嘆其為「工程奇觀」。19世紀40至50年代，斯托爾河谷鐵路修建伍爾弗漢普頓至伯明翰的鐵路線，其走向基本與新幹線運河平行。該公司利用運河橋樑的一處橋台作為基礎，增建了相鄰的鐵路橋以穿越下方道路。該橋主體為石砌拱橋結構，但為與高爾頓橋風格協調，公司特別採用了鑄鐵護牆。
近150年間，高爾頓橋的車流量日益繁重。直至1970年代，羅巴克道（即穿越高爾頓橋及毗連峰橋的道路）因道路改善計劃而遭繞過。新建的A4252公路更為寬闊，高爾頓橋遂禁止汽車駛入，但仍保留人行與自行車通行功能。當時的工程團隊未選擇建造新橋，而是填埋部分人工河谷，並建造了縮窄運河寬度的混凝土隧道。與高爾頓橋平行的新建道路獲命名為「特爾福德路」（Telford Way），運河隧道則取名「高爾頓隧道」（Galton Tunnel）。橋樑周邊區域現常被稱為「高爾頓谷」（Galton Valley）。橋樑名稱還被用於鄰近的斯梅西克高爾頓橋車站。
1987年，當局為高爾頓橋作局部結構修繕，並重新塗上彩漆以突顯建築特徵，此前該橋始終保持著黑色傳統。21世紀初，檢查人員使用繩索進入橋樑底部，發現橋樑結構狀況極佳，1980年代的油漆保護工作效果良好。目前該橋由運河與河流信託（前身為英國水道局）負責維護。自1971年起，它獲列為英國Ⅰ級登錄建築（即最高保護等級），禁止未經授權的拆除或不恰當的改造。列表特別註明其附屬的鐵路跨橋部分同樣在列。

## 備註
1. ↑  新航道稱為「新幹線」，原航道則改稱「舊幹線」

## 腳注
1. 1 2 3  Bligh, Brown & Crowe 2007，第57頁.
2. ↑  Hadfield 1985，第65頁.
3. ↑  Hadfield 1985，第86頁.
4. 1 2 3 4 5 6 7 8  Bligh, Brown & Crowe 2007，第59頁.
5. 1 2 3  Broadbridge 1974，第105-106頁.
6. ↑  Rolt 2011，第210-211頁.
7. ↑  Paxton 2007，第13頁.
8. ↑  Hayman 2020，第35-40頁.
9. 1 2  Glover 2017，第335頁.
10. ↑  . National Transport Trust.   [2024-07-06]. （原始内容存档于2024-11-30） （英语）.
11. 1 2  . Historic England.   [2025-07-06]. （原始内容存档于2024-11-30） （英语）.
12. ↑  Telford 1838，第80-81頁.
13. ↑  Cragg 1997，第201-202頁.
14. ↑  Paxton 2007，第18-19頁.
15. ↑  Ruddock 1979，第164-165頁.
16. ↑  Troyano 2003，第12, 301頁.
17. 1 2  Pratt 2005，第32頁.
18. 1 2  Biddle 2011，第379頁.
19. ↑  Andrew 1995，第188頁.
20. ↑  McFetrich 2019，第128頁.
21. 1 2  Bligh, Brown & Crowe 2007，第60頁.